# أليخاندرو فيلانويفا
كارلوس أليخاندرو فيلانويفا مارتينيز (بالإسبانية: Carlos Alejandro Villanueva Martinez) الشهير باسم أليخاندرو فيلانويفا (4 يونيو 1908 في ليما ، بيرو – 11 أبريل 1944 في ليما، بيرو) لاعب كرة قدم بيروفي.

## السيرة الذاتية
ولد فيلانويفا في ليما ولعب طوال مسيرته الرياضية في نادي أليانزا ليما . شارك مع منتخب بيرو في بطولة كأس العالم 1930 وأولمبياد 1936 . توفي عن عمر ناهز 35 سنة بسبب إصابته بمرض السل .
قام نادي أليانزا ليما بجولة في تشيلي واستطاع أن يتغلب على عمالقة الأندية آنذاك أمثال ماغالانيس، سانتياغو واندررز ، أوداكس إيتاليانو ، وكولوكولو.

## البطولات
- دوري الدرجة الممتازة (5) : 1927 ، 1928 ، 1931 ، 1932 ، 1933
- هداف دوري الدرجة الممتازة (2) : 1929 ، 1931